# Serkan Asan
Serkan Asan (* 28. April 1999 in Akçaabat) ist ein türkischer Fußballspieler, der seit August 2023 leihweise bei Pendikspor unter Vertrag steht.

## Karriere

### Verein
Asan spielte von 2011 bis 2018 in der Jugendverein von Trabzonspor. 2018 unterzeichnete er seinen Profivertrag bei Trabzonspor. Für die Saison 2018/19 war er bei 1461 Trabzon als Leihspieler tätig. Sein Profidebüt für Trabzonspor gab er am 7. November 2019 bei einer 1:3-Niederlage in der UEFA Europa League gegen den FK Krasnodar. Zudem spielte er in der Süper Lig 2021/22 und seine Mannschaft wurde erster. Im Sommer 2023 wurde er für eine Spielzeit an Pendikspor verliehen.

### Nationalmannschaft
Asan spielte 2020 für die türkische U21-Nationalmannschaft. Bisher absolvierte er 3 Länderspiele.